# ميشيل شلهوب
ميشال شلهوب (9 أكتوبر 1931 - 30 يوليو 2021) هو ملياردير فرنسي من أصل سوري، ومؤسس مجموعة شلهوب. قدرت ثروته في عام 2015 ب 2.2 مليار دولار، وقدرت عند وفاته سنة 2021 بـ 1.1 مليار دولار.

## ميلاده
ولد ميشيل في دمشق، سوريا، عام 1931.

## الحياة المهنية
بدأ ميشال ووداد شلهوب عملهما في دمشق عام 1955. بعد الانقلاب العسكري الناجح في سوريا وعدم الاستقرار الاقتصادي، اضطروا للانتقال إلى بيروت. بعد عقد من الزمن، بسبب الحرب الأهلية اللبنانية، انتقلوا إلى الكويت حيث ازدهرت الشركة وانضم أبناؤهم أنتوني وباتريك إلى المجموعة.
في عام 1990 حدث غزو الكويت متبوعًا بحرب الخليج، مما جعله ينتقل إلى فرنسا.
انتهى بهم الأمر بالسيطرة على حوالي 20٪ من سوق المنطقة في السلع الكمالية.

## الحياة الشخصية
تولى أبناؤهما أنتوني وباتريك رئاسة مجموعة شلهوب في عام 2001. منذ عام 2018 ، بات باتريك هو الرئيس التنفيذي الوحيد بعد وفاة ابنهما الأكبر أنتوني.

## وفاته
توفي ميشال شلهوب في 30 يوليو 2021 عن عمر يناهز 89 عامًا. تاركًا خلفه زوجته وداد وابنه باتريك.

## وصلات خارجية
- الموقع الرسمي (بالإنجليزية)